# Endo Keisuke
Keisuke Endo (遠藤 敬佑 Endō Keisuke, sinh ngày 20 tháng 3 năm 1989 ở Ichihara, Chiba) là một cầu thủ bóng đá người Nhật Bản.

## Thống kê sự nghiệp
Cập nhật đến ngày 23 tháng 2 năm 2018.
| Thành tích câu lạc bộ | Thành tích câu lạc bộ | Thành tích câu lạc bộ | Giải vô địch | Giải vô địch | Cúp                   | Cúp                   | Tổng cộng | Tổng cộng |
| Mùa giải              | Câu lạc bộ            | Giải vô địch          | Số trận      | Bàn thắng    | Số trận               | Bàn thắng             | Số trận   | Bàn thắng |
| Nhật Bản              | Nhật Bản              | Nhật Bản              | Giải vô địch | Giải vô địch | Cúp Hoàng đế Nhật Bản | Cúp Hoàng đế Nhật Bản | Tổng cộng | Tổng cộng |
| --------------------- | --------------------- | --------------------- | ------------ | ------------ | --------------------- | --------------------- | --------- | --------- |
| 2007                  | Mito HollyHock        | J2 League             | 16           | 0            | 0                     | 0                     | 16        | 0         |
| 2008                  | Mito HollyHock        | J2 League             | 19           | 0            | 0                     | 0                     | 19        | 0         |
| 2009                  | Mito HollyHock        | J2 League             | 46           | 7            | 1                     | 0                     | 48        | 6         |
| 2010                  | Mito HollyHock        | J2 League             | 34           | 2            | 2                     | 0                     | 36        | 2         |
| 2011                  | Mito HollyHock        | J2 League             | 27           | 1            | 1                     | 0                     | 28        | 1         |
| 2012                  | Thespa Kusatsu        | J2 League             | 37           | 1            | 1                     | 0                     | 38        | 1         |
| 2013                  | Thespa Kusatsu        | J2 League             | 16           | 0            | 0                     | 0                     | 16        | 0         |
| 2014                  | Machida Zelvia        | J3 League             | 22           | 6            | -                     | -                     | 22        | 6         |
| 2015                  | Machida Zelvia        | J3 League             | 19           | 0            | 3                     | 0                     | 22        | 0         |
| 2016                  | Fujieda MYFC          | J3 League             | 27           | 6            | 0                     | 0                     | 27        | 6         |
| 2017                  | Fujieda MYFC          | J3 League             | 26           | 12           | -                     | -                     | 26        | 12        |
| Tổng cộng sự nghiệp   | Tổng cộng sự nghiệp   | Tổng cộng sự nghiệp   | 289          | 34           | 8                     | 0                     | 297       | 34        |